# Saison 2016-2017 de l'Arsenal FC
Chronologie
Saison précédente Saison suivante
La saison 2016-2017 de l'Arsenal FC est la 25e saison du club en Premier League. Le club est en compétition pour le Championnat d'Angleterre, la Coupe d'Angleterre, la Coupe de la Ligue anglaise et la Ligue des champions. 

## Équipe première

### Effectif
| N°                 | Nat                       | Nom                                | Date de naissance (Âge) | Depuis          | Matchs          | Buts            | En provenance de         |
| Gardiens de but    | Gardiens de but           | Gardiens de but                    | Gardiens de but         | Gardiens de but | Gardiens de but | Gardiens de but | Gardiens de but          |
| ------------------ | ------------------------- | ---------------------------------- | ----------------------- | --------------- | --------------- | --------------- | ------------------------ |
| 13                 | Drapeau de la Colombie    | David Ospina                       | 31 août 1988            | 2014            | 50              | 0               | OGC Nice                 |
| 26                 | Drapeau de l'Argentine    | Emiliano Martínez                  | 2 septembre 1992        | 2010            | 13              | 0               | Centre de formation      |
| 33                 | Drapeau de la Tchéquie    | Petr Čech                          | 20 mai 1982             | 2015            | 79              | 0               | Chelsea FC               |
| Défenseurs         |                           |                                    |                         |                 |                 |                 |                          |
| 2                  | Drapeau de la France      | Mathieu Debuchy                    | 28 juillet 1985         | 2014            | 23              | 1               | Newcastle United         |
| 3                  | Drapeau de l'Angleterre   | Kieran Gibbs                       | 26 septembre 1989       | 2007            | 230             | 6               | Centre de formation      |
| 4                  | Drapeau de l'Allemagne    | Per Mertesacker (capitaine)        | 29 septembre 1984       | 2011            | 210             | 8               | Werder Brême             |
| 5                  | Drapeau du Brésil         | Gabriel                            | 26 novembre 1990        | 2015            | 65              | 1               | Villarreal CF            |
| 6                  | Drapeau de la France      | Laurent Koscielny (vice-capitaine) | 10 septembre 1985       | 2010            | 291             | 22              | FC Lorient               |
| 16                 | Drapeau de l'Angleterre   | Rob Holding                        | 20 septembre 1995       | 2016            | 18              | 0               | Bolton Wanderers         |
| 18                 | Drapeau de l'Espagne      | Nacho Monreal                      | 26 février 1986         | 2013            | 174             | 3               | Málaga CF                |
| 20                 | Drapeau de l'Allemagne    | Shkodran Mustafi                   | 17 avril 1992           | 2016            | 37              | 2               | Valence CF               |
| 24                 | Drapeau de l'Espagne      | Héctor Bellerín                    | 19 mars 1995            | 2013            | 115             | 4               | Centre de formation      |
| 25                 | Drapeau de l'Angleterre   | Carl Jenkinson                     | 8 février 1992          | 2011            | 62              | 1               | Charlton Athletic        |
| Milieux de terrain |                           |                                    |                         |                 |                 |                 |                          |
| 8                  | Drapeau du pays de Galles | Aaron Ramsey                       | 26 décembre 1990        | 2008            | 297             | 47              | Cardiff City             |
| 11                 | Drapeau de l'Allemagne    | Mesut Özil                         | 15 octobre 1988         | 2013            | 162             | 32              | Real Madrid              |
| 15                 | Drapeau de l'Angleterre   | Alex Oxlade-Chamberlain            | 15 août 1993            | 2011            | 194             | 20              | Southampton              |
| 19                 | Drapeau de l'Espagne      | Santi Cazorla                      | 13 décembre 1984        | 2012            | 180             | 29              | Málaga CF                |
| 29                 | Drapeau de la Suisse      | Granit Xhaka                       | 27 septembre 1992       | 2016            | 46              | 4               | Borussia Mönchengladbach |
| 31                 | Drapeau de la France      | Jeff Reine-Adélaïde                | 17 janvier 1998         | 2016            | 8               | 0               | Centre de formation      |
| 34                 | Drapeau de la France      | Francis Coquelin                   | 13 mai 1991             | 2008            | 148             | 0               | Centre de formation      |
| 35                 | Drapeau de l'Égypte       | Mohamed Elneny                     | 11 juillet 1992         | 2016            | 41              | 1               | FC Bâle                  |
| Attaquants         |                           |                                    |                         |                 |                 |                 |                          |
| 7                  | Drapeau du Chili          | Alexis Sánchez                     | 19 décembre 1988        | 2014            | 145             | 72              | FC Barcelone             |
| 9                  | Drapeau de l'Espagne      | Lucas Pérez                        | 10 septembre 1988       | 2016            | 21              | 7               | Deportivo La Corogne     |
| 12                 | Drapeau de la France      | Olivier Giroud                     | 30 septembre 1986       | 2012            | 227             | 98              | Montpellier HSC          |
| 14                 | Drapeau de l'Angleterre   | Theo Walcott                       | 16 mars 1989            | 2006            | 381             | 104             | Southampton              |
| 17                 | Drapeau du Nigeria        | Alex Iwobi                         | 3 mai 1996              | 2015            | 59              | 6               | Centre de formation      |
| 22                 | Drapeau de la France      | Yaya Sanogo                        | 27 janvier 1993         | 2013            | 20              | 1               | AJ Auxerre               |
| 23                 | Drapeau de l'Angleterre   | Danny Welbeck                      | 26 novembre 1990        | 2014            | 69              | 17              | Manchester United        |

### Staff managérial
| Emploi                      | Staff           |
| --------------------------- | --------------- |
| Entraîneur                  | Arsène Wenger   |
| Entraîneur adjoint          | Steve Bould     |
| Entraîneurs de l'équipe pro | Boro Primorac   |
| Entraîneurs de l'équipe pro | Neil Banfield   |
| Entraîneur des gardiens     | Gerry Peyton    |
| Préparateur physique        | Tony Colbert    |
| Préparateur physique        | Craig Gant      |
| Physiothérapeute            | Colin Lewin     |
| Physiothérapeute            | Ben Ashworth    |
| Physiothérapeute            | Andrew Rolls    |
| Docteur                     | Gary O'Driscoll |

Source : http://www.arsenal.com

### Tenues
Équipementier : Puma
Sponsor : Emirates
| Domicile | Extérieur | Autre | Autre alt | Autre alt | Gardien (1) | Gardien (2) | Gardien (3) |

## Transferts

### Mercato d'été

#### Arrivées
| Numéro | Poste | Joueur           | En provenance de         | Montant | Date            | Source |
| ------ | ----- | ---------------- | ------------------------ | ------- | --------------- | ------ |
| 29     | MIL   | Granit Xhaka     | Borussia Mönchengladbach | 45 M€   | 21 mai 2016     | [ 1 ]  |
|        | ATT   | Takuma Asano     | Sanfrecce Hiroshima      | 4 M€    | 3 juillet 2016  | [ 2 ]  |
| 16     | DEF   | Rob Holding      | Bolton Wanderers         | 3 M€    | 22 juillet 2016 | [ 3 ]  |
| 9      | ATT   | Lucas Pérez      | Deportivo La Corogne     | 14 M€   | 30 août 2016    | [ 4 ]  |
| 20     | DEF   | Shkodran Mustafi | Valence CF               | 41 M€   | 30 août 2016    | [ 5 ]  |

#### Départs
| Numéro | Poste | Joueur          | Destination          | Montant              | Date            | Source |
| ------ | ----- | --------------- | -------------------- | -------------------- | --------------- | ------ |
| 8      | MIL   | Mikel Arteta    | Départ à la retraite | Départ à la retraite | 30 juin 2016    | [ 6 ]  |
| 20     | MIL   | Mathieu Flamini | Crystal Palace       | Transfert libre      | 30 juin 2016    | [ 7 ]  |
| 7      | MIL   | Tomáš Rosický   | Sparta Prague        | Transfert libre      | 30 juin 2016    | [ 8 ]  |
| 42     | DEF   | Isaac Hayden    | Newcastle United     | 3 M€                 | 11 juillet 2016 | [ 9 ]  |
| 27     | MIL   | Serge Gnabry    | Werder Brême         | 5 M€                 | 31 août 2016    | [ 10 ] |

##### Prêts
| Numéro | Poste | Joueur            | Destination      | Début        | Fin          | Source |
| ------ | ----- | ----------------- | ---------------- | ------------ | ------------ | ------ |
| 1      | GB    | Wojciech Szczęsny | AS Rome          | 4 août 2016  | 30 juin 2017 | [ 11 ] |
| 28     | ATT   | Joel Campbell     | Sporting CP      | 21 août 2016 | 30 juin 2017 | [ 12 ] |
|        | ATT   | Takuma Asano      | VfB Stuttgart    | 26 août 2016 | 30 juin 2017 | [ 13 ] |
| 21     | DEF   | Calum Chambers    | Middlesbrough FC | 30 août 2016 | 30 juin 2017 | [ 14 ] |
| 10     | MIL   | Jack Wilshere     | AFC Bournemouth  | 31 août 2016 | 30 juin 2017 | [ 15 ] |

### Mercato d'hiver

#### Départs

##### Prêts
| Numéro | Poste | Joueur      | Destination            | Début           | Fin          | Source |
| ------ | ----- | ----------- | ---------------------- | --------------- | ------------ | ------ |
| 32     | ATT   | Chuba Akpom | Brighton & Hove Albion | 30 janvier 2017 | 30 juin 2017 | [ 16 ] |

### Activité globale
| Mercato d'été : 107 M€ Mercato d'hiver : 0 M€ Total : 107 M€ | Mercato d'été : 8 M€ Mercato d'hiver : 0 € Total : 8 M€ | Mercato d'été : 99 M€ Mercato d'hiver : 0 M€ Total : 99 M€ |

## Compétitions

### Premier League

#### Classement
| Rang | Équipe                   | Pts | J  | G  | N  | P  | Bp | Bc | Diff |
| ---- | ------------------------ | --- | -- | -- | -- | -- | -- | -- | ---- |
| 1    | Chelsea                  | 93  | 38 | 30 | 3  | 5  | 85 | 33 | +52  |
| 2    | Tottenham Hotspur        | 86  | 38 | 26 | 8  | 4  | 86 | 26 | +60  |
| 3    | Manchester City          | 78  | 38 | 23 | 9  | 6  | 80 | 39 | +41  |
| 4    | Liverpool                | 76  | 38 | 22 | 10 | 6  | 78 | 42 | +36  |
| 5    | Arsenal C                | 75  | 38 | 23 | 6  | 9  | 77 | 44 | +33  |
| 6    | Manchester United S L C3 | 69  | 38 | 18 | 15 | 5  | 54 | 29 | +25  |
| 7    | Everton                  | 61  | 38 | 17 | 10 | 11 | 62 | 44 | +18  |
| 8    | Southampton              | 46  | 38 | 12 | 10 | 16 | 41 | 48 | -7   |
| 9    | AFC Bournemouth          | 46  | 38 | 12 | 10 | 16 | 55 | 67 | -12  |
| 10   | West Bromwich            | 45  | 38 | 12 | 9  | 17 | 43 | 51 | -8   |
| 11   | West Ham United          | 45  | 38 | 12 | 9  | 17 | 47 | 64 | -17  |
| 12   | Leicester City T         | 44  | 38 | 12 | 8  | 18 | 48 | 63 | -15  |
| 13   | Stoke City               | 44  | 38 | 11 | 11 | 16 | 41 | 56 | -15  |
| 14   | Crystal Palace           | 41  | 38 | 12 | 5  | 21 | 50 | 63 | -13  |
| 15   | Swansea City             | 41  | 38 | 12 | 5  | 21 | 45 | 70 | -25  |
| 16   | Burnley P                | 40  | 38 | 11 | 7  | 20 | 39 | 55 | -16  |
| 17   | Watford                  | 40  | 38 | 11 | 7  | 20 | 40 | 68 | -28  |
| 18   | Hull City P              | 34  | 38 | 9  | 7  | 22 | 37 | 80 | -43  |
| 19   | Middlesbrough P          | 28  | 38 | 5  | 13 | 20 | 27 | 53 | -26  |
| 20   | Sunderland               | 24  | 38 | 6  | 6  | 26 | 29 | 69 | -40  |

Qualifications européennes
Ligue des champions 2017-2018
- 1er 2e, 3e et C3 : phase de groupes
- 4e : tour de barrages pour non-champions

Ligue Europa 2017-2018
- C : phase de groupes
- 7e : 3e tour de qualification

Relégation
- 18e, 19e et 20e : relégation en Championship

Abréviations
- T : Tenant du titre
- C : Vainqueur de la FA Cup 2016-2017
- L : Vainqueur de la Coupe de la Ligue 2016-2017
- S : Vainqueur du Community Shield 2016
- P : Promus de Championship

### Ligue des champions

#### Classement
| Rang | Équipe              | Pts | J | G | N | P | Bp | Bc | Diff |  | Résultats (▼ dom., ► ext.) | Drapeau de l'Angleterre | Drapeau de la France | Drapeau de la Bulgarie | Drapeau de la Suisse |
| ---- | ------------------- | --- | - | - | - | - | -- | -- | ---- |  | -------------------------- | ----------------------- | -------------------- | ---------------------- | -------------------- |
| 1    | Arsenal             | 14  | 6 | 4 | 2 | 0 | 18 | 6  | +12  |  | Arsenal                    |                         | 2-2                  | 6-0                    | 2-0                  |
| 2    | Paris Saint-Germain | 12  | 6 | 3 | 3 | 0 | 13 | 7  | +6   |  | Paris Saint-Germain        | 1-1                     |                      | 2-2                    | 3-0                  |
| 3    | Ludogorets Razgrad  | 3   | 6 | 0 | 3 | 3 | 6  | 15 | -9   |  | Ludogorets Razgrad         | 2-3                     | 1-3                  |                        | 0-0                  |
| 4    | FC Bâle             | 2   | 6 | 0 | 2 | 4 | 3  | 12 | -9   |  | FC Bâle                    | 1-4                     | 1-2                  | 1-1                    |                      |

Source : uefa.com

## Statistiques

### Meilleurs buteurs
Inclut uniquement les matches officiels. La liste est classée par numéro de maillot lorsque le total des buts est égal.
| R                    | No.                  | Pos                  | Nom                     | Premier League | Coupe d'Angleterre | Coupe de la Ligue | Ligue des champions | Total |
| -------------------- | -------------------- | -------------------- | ----------------------- | -------------- | ------------------ | ----------------- | ------------------- | ----- |
| 1                    | 7                    | ATT                  | Alexis Sánchez          | 24             | 3                  | 0                 | 3                   | 30    |
| 2                    | 14                   | ATT                  | Theo Walcott            | 10             | 5                  | 0                 | 4                   | 19    |
| 3                    | 12                   | ATT                  | Olivier Giroud          | 12             | 2                  | 0                 | 2                   | 16    |
| 4                    | 11                   | MIL                  | Mesut Özil              | 8              | 0                  | 0                 | 4                   | 12    |
| 5                    | 9                    | ATT                  | Lucas Pérez             | 1              | 1                  | 2                 | 3                   | 7     |
| 6                    | 15                   | MIL                  | Alex Oxlade-Chamberlain | 2              | 0                  | 3                 | 1                   | 6     |
| 7                    | 8                    | MIL                  | Aaron Ramsey            | 1              | 3                  | 0                 | 0                   | 4     |
| 7                    | 17                   | ATT                  | Alex Iwobi              | 3              | 0                  | 0                 | 1                   | 4     |
| 7                    | 23                   | ATT                  | Danny Welbeck           | 2              | 2                  | 0                 | 0                   | 4     |
| 7                    | 29                   | MIL                  | Granit Xhaka            | 2              | 0                  | 1                 | 1                   | 4     |
| 11                   | 6                    | DEF                  | Laurent Koscielny       | 2              | 0                  | 0                 | 0                   | 2     |
| 11                   | 19                   | MIL                  | Santi Cazorla           | 2              | 0                  | 0                 | 0                   | 2     |
| 11                   | 20                   | DEF                  | Shkodran Mustafi        | 2              | 0                  | 0                 | 0                   | 2     |
| 14                   | 18                   | DEF                  | Nacho Monreal           | 0              | 1                  | 0                 | 0                   | 1     |
| 14                   | 21                   | DEF                  | Calum Chambers          | 1              | 0                  | 0                 | 0                   | 1     |
| 14                   | 24                   | DEF                  | Héctor Bellerín         | 1              | 0                  | 0                 | 0                   | 1     |
| Buts contre son camp | Buts contre son camp | Buts contre son camp | Buts contre son camp    | 4              | 1                  | 0                 | 1                   | 6     |
| TOTAUX               | TOTAUX               | TOTAUX               | TOTAUX                  | 77             | 18                 | 6                 | 20                  | 121   |

Mise à jour : 27 mai 2017

Source : Rapports de matches officiels

### Discipline
Inclut uniquement les matches officiels. La liste est classée par numéro de maillot lorsque le total des cartons est égal.
| R      | No.    | Pos    | Nom                     | Premier League | Premier League | Coupe d'Angleterre | Coupe d'Angleterre | Coupe de la Ligue | Coupe de la Ligue | Ligue des champions | Ligue des champions | Total  | Total        |
| R      | No.    | Pos    | Nom                     | Averti         | Carton rouge   | Averti             | Carton rouge       | Averti            | Carton rouge      | Averti              | Carton rouge        | Averti | Carton rouge |
| 1      | 29     | MIL    | Granit Xhaka            | 6              | 2              | 4                  | 0                  | 0                 | 0                 | 3                   | 0                   | 13     | 2            |
| 2      | 6      | DEF    | Laurent Koscielny       | 4              | 1              | 1                  | 0                  | 0                 | 0                 | 1                   | 1                   | 6      | 2            |
| 3      | 12     | ATT    | Olivier Giroud          | 2              | 0              | 0                  | 0                  | 0                 | 0                 | 0                   | 1                   | 2      | 1            |
| 4      | 20     | DEF    | Shkodran Mustafi        | 10             | 0              | 0                  | 0                  | 0                 | 0                 | 1                   | 0                   | 11     | 0            |
| 5      | 7      | ATT    | Alexis Sánchez          | 6              | 0              | 1                  | 0                  | 0                 | 0                 | 1                   | 0                   | 8      | 0            |
| 5      | 34     | MIL    | Francis Coquelin        | 5              | 0              | 0                  | 0                  | 0                 | 0                 | 3                   | 0                   | 8      | 0            |
| 7      | 5      | DEF    | Gabriel                 | 6              | 0              | 1                  | 0                  | 0                 | 0                 | 0                   | 0                   | 7      | 0            |
| 8      | 8      | MIL    | Aaron Ramsey            | 4              | 0              | 1                  | 0                  | 0                 | 0                 | 0                   | 0                   | 5      | 0            |
| 8      | 16     | DEF    | Rob Holding             | 3              | 0              | 1                  | 0                  | 1                 | 0                 | 0                   | 0                   | 5      | 0            |
| 10     | 3      | DEF    | Kieran Gibbs            | 3              | 0              | 0                  | 0                  | 0                 | 0                 | 1                   | 0                   | 4      | 0            |
| 10     | 18     | DEF    | Nacho Monreal           | 4              | 0              | 0                  | 0                  | 0                 | 0                 | 0                   | 0                   | 4      | 0            |
| 10     | 24     | DEF    | Héctor Bellerín         | 4              | 0              | 0                  | 0                  | 0                 | 0                 | 0                   | 0                   | 4      | 0            |
| 13     | 11     | MIL    | Mesut Özil              | 2              | 0              | 0                  | 0                  | 0                 | 0                 | 1                   | 0                   | 2      | 0            |
| 13     | 14     | ATT    | Theo Walcott            | 1              | 0              | 0                  | 0                  | 0                 | 0                 | 1                   | 0                   | 2      | 0            |
| 13     | 15     | DEF    | Alex Oxlade-Chamberlain | 1              | 0              | 0                  | 0                  | 0                 | 0                 | 1                   | 0                   | 2      | 0            |
| 13     | 17     | ATT    | Alex Iwobi              | 1              | 0              | 0                  | 0                  | 1                 | 0                 | 0                   | 0                   | 2      | 0            |
| 13     | 19     | MIL    | Santi Cazorla           | 2              | 0              | 0                  | 0                  | 0                 | 0                 | 0                   | 0                   | 2      | 0            |
| 13     | 33     | GB     | Petr Čech               | 2              | 0              | 0                  | 0                  | 0                 | 0                 | 0                   | 0                   | 2      | 0            |
| 13     | 35     | MIL    | Mohamed Elneny          | 1              | 0              | 0                  | 0                  | 1                 | 0                 | 0                   | 0                   | 2      | 0            |
| 20     | 9      | ATT    | Lucas Pérez             | 0              | 0              | 0                  | 0                  | 1                 | 0                 | 0                   | 0                   | 1      | 0            |
| 20     | 10     | MIL    | Jack Wilshere           | 1              | 0              | 0                  | 0                  | 0                 | 0                 | 0                   | 0                   | 1      | 0            |
| 20     | 25     | DEF    | Carl Jenkinson          | 0              | 0              | 0                  | 0                  | 0                 | 0                 | 1                   | 0                   | 1      | 0            |
| 20     | 31     | MIL    | Jeff Reine-Adélaïde     | 0              | 0              | 1                  | 0                  | 0                 | 0                 | 0                   | 0                   | 1      | 0            |
| TOTAUX | TOTAUX | TOTAUX | TOTAUX                  | 67             | 3              | 10                 | 0                  | 4                 | 0                 | 13                  | 2                   | 94     | 5            |

Mise à jour : 27 mai 2017

Source : Rapports de matches officiels

### Total
| Matches joués                 | 55 (38 Premier League, 6 Coupe d'Angleterre, 3 Coupe de la Ligue, 8 Ligue des champions)                                                                                       |
| Matches gagnés                | 35 (23 Premier League, 6 Coupe d'Angleterre, 2 Coupe de la Ligue, 4 Ligue des champions)                                                                                       |
| Matches nuls                  | 8 (6 Premier League, 2 Ligue des champions) |
| Matches perdus                | 12 (9 Premier League, 1 Coupe de la Ligue, 2 Ligue des champions) |
| Buts marqués                  | 121 (77 Premier League, 18 Coupe d'Angleterre, 6 Coupe de la Ligue, 20 Ligue des champions)                                                                                    |
| Buts concédés                 | 59 (44 Premier League, 3 Coupe d'Angleterre, 2 Coupe de la Ligue, 16 Ligue des champions)                                                                                      |
| Différence de buts            | +62 (+33 Premier League, +15 Coupe d'Angleterre, +6 Coupe de la Ligue, +4 Ligue des champions)                                                                                 |
| Matches sans encaisser de but | 20 (13 Premier League, 3 Coupe d'Angleterre, 2 Coupe de la Ligue, 2 Ligue des champions)                                                                                       |
| Cartons jaunes                | 94 (67 Premier League, 10 Coupe d'Angleterre, 4 Coupe de la Ligue, 13 Ligue des champions)                                                                                     |
| Cartons rouges                | 5 (3 Premier League, 2 Ligue des champions) |
| Pire discipline               | Granit Xhaka (13 - 2 ) |
| Meilleur résultat             | Victoire 6 - 0 (Domicile) contre Ludogorets Razgrad - Ligue des champions - 1er novembre 2016                                                                                  |
| Pire résultat                 | Défaite 5 - 1 (Extérieur) contre le Bayern Munich - Ligue des champions - 15 février 2017 Défaite 5 - 1 (Domicile) contre le Bayern Munich - Ligue des champions - 7 mars 2017 |
| Meilleur buteur               | Alexis Sánchez (30 buts) |

Mise à jour : 27 mai 2017

Source : Rapports de matches officiels

## Joueur du mois
| Mois      | Joueur                  | Votes |
| --------- | ----------------------- | ----- |
| Août      | Laurent Koscielny       | 35,6% |
| Septembre | Alexis Sánchez          | 39,4% |
| Octobre   | Mesut Özil              | 45%   |
| Novembre  | Alexis Sánchez (2)      | 54,7% |
| Décembre  | Alexis Sánchez (3)      | 80,4% |
| Janvier   | Olivier Giroud          | 60,4% |
| Février   | Alexis Sánchez (4)      | 38%   |
| Mars      | Alexis Sánchez (5)      | 63,3% |
| Avril     | Alex Oxlade-Chamberlain | 56,7% |

Alexis Sanchez est nommé Joueur de la saison par les fans, devant Alex Oxlade-Chamberlain en 2nde position et Laurent Koscielny en 3ème position.